# Linia kolejowa nr 67
Linia kolejowa nr 67 – linia łącząca stację Lublin Główny ze stacją Świdnik. Zelektryfikowana na całej długości. 
Linia kolejowa została otwarta 17 lipca 1877 roku w ramach Drogi Żelazno Nadwiślańskiej. 8 listopada 1968 roku linia kolejowa została zelektryfikowana na odcinku Lublin Główny - Lublin Tatary, a w 1981 roku do Świdnika.
| Tor 1         | Tor 1         | Tor 1               | Tor 1     | Tor 1            |                     | Tor 2               | Tor 2               | Tor 2               | Tor 2               | Tor 2 |
| odcinek linii | odcinek linii | pociągi pasażerskie | szynobusy | pociągi towarowe | odcinek linii       | odcinek linii       | pociągi pasażerskie | szynobusy           | pociągi towarowe    |       |
| km pocz.      | km końcowy    | pociągi pasażerskie | szynobusy | pociągi towarowe | km pocz.            | km końcowy          | pociągi pasażerskie | szynobusy           | pociągi towarowe    |       |
| 0,509         | 5,900         | 40                  | 40        | 40               | Odcinek jednotorowy | Odcinek jednotorowy | Odcinek jednotorowy | Odcinek jednotorowy | Odcinek jednotorowy |       |
| 5,900         | 8,100         | 80                  | 80        | 65               | 5,856               | 8,080               | 60                  | 60                  | 40                  |       |